# 社会福祉士介護福祉士養成施設指定規則
社会福祉士介護福祉士養成施設指定規則（しゃかいふくししかいごふくししがっこうしょくぎょうのうりょくかいはつこうとうようせいしせつしていきそく、昭和62年2月15日厚生省令第50号）は、1987年2月15日に、日本国の社会福祉士及び介護福祉士法に基づき公布された省令である。
制定当時の題名は「社会福祉士介護福祉士学校職業能力開発校等養成施設指定規則」であり、2007年の改正で「社会福祉士介護福祉士学校養成施設指定規則」に改題され、更に2008年の改正で、学校の指定については、別途平成20年文部科学省・厚生労働省令第2号として制定された社会福祉士介護福祉士学校指定規則で定めることしたため、現行の題名となった。

## 教育内容
- 基礎分野
  - 人間とその生活の理解
- 専門分野
  - 社会福祉概論（講義）
  - 老人福祉論（講義）
  - 障害者福祉論（講義）
  - リハビリテーション論（講義）
  - 社会福祉援助技術（講義）
  - 社会福祉援助技術演習（演習）
  - レクリエーション活動援助法（演習）
  - 老人・障害者の心理（講義）
  - 家政学概論（講義）
  - 家政学実習（実習）
  - 医学一般（講義）
  - 精神保健（講義）
  - 介護概論（講義）
  - 介護技術（演習）
  - 形態別介護技術（演習）
  - 介護実習（実習）
  - 介護実習指導（演習）

## 科目
- 社会福祉原論
- 老人福祉論
- 障害者福祉論
- 児童福祉論
- 社会保障論
- 公的扶助論
- 地域福祉論
- 社会福祉援助技術論
- 社会福祉援助技術演習
- 社会福祉援助技術現場実習
- 社会福祉援助技術現場実習指導
- 心理学
- 社会学
- 法学
- 医学一般
- 介護概論